# Klaus Geyer
Klaus Geyer (* 11. September 1940 in Berlin; † 1. November 2003 in Hannover) war ein deutscher lutherischer Pfarrer. Er trat seit den 1980er Jahren in der Friedensbewegung als Ausrichter von Treffen der Aktion Sühnezeichen im „Haus der helfenden Hände“ in Königslutter-Beienrode (Landkreis Helmstedt) hervor und wurde deren Vorsitzender von 1990 bis 1993. Er war langjähriger Autor der Zeitschrift Junge Kirche und gehörte einige Zeit neben Dorothee Sölle und Heino Falcke zu deren Herausgeberkreis. Er tötete 1997 seine Ehefrau Veronika Geyer-Iwand und wurde am 16. April 1998 wegen Totschlags zu acht Jahren Freiheitsstrafe verurteilt.

## Tat und Prozess
Am 28. Juli 1997 fand ein Jäger in einem Waldstück bei Hötzum den Leichnam von Veronika Geyer-Iwand. Sie war die jüngste Tochter des Theologen Hans Joachim Iwand. Von Beruf war sie Religionslehrerin, im Ehrenamt Ortsbürgermeisterin von Beienrode. Klaus Geyer hatte mit ihr drei gemeinsame Söhne und eine Adoptivtochter.
Im Februar 1998 begann am Landgericht Braunschweig der von Medien und Öffentlichkeit aufmerksam verfolgte Indizienprozess gegen Klaus Geyer. Das Schwurgericht befand Geyer für schuldig, am 25. Juli 1997 im Affekt seine Frau auf einem Feldweg unweit von Braunschweig erschlagen zu haben.
Die Verurteilung erfolgte auch aufgrund eines kriminalbiologischen Gutachtens, in dem zwei Ameisen – eine an der Bluse der Leiche, eine an Geyers Gummistiefeln – der gleichen Art, der Glänzendschwarzen Holzameise (Lasius fuliginosus), zugeordnet wurden, wie sie nach Erkenntnissen des Görlitzer Ameisenexperten Bernhard Seifert in der betreffenden Region nur am Tatort vorkam. Außerdem wurden Erdproben an den Gummistiefeln analysiert und mit denen des Tatortes verglichen. Der Kriminalbiologe Mark Benecke, der maßgeblich an der Aufklärung des Falles beteiligt war, indem er anhand der an der Leiche gefundenen Fliegenmaden den Todeszeitpunkt von Veronika Geyer-Iwand bestimmt hatte, erzeugte mit seinen Medienauftritten sowie seinen Publikationen – beispielsweise die Erwähnung des Falles in Beneckes Buch Mordmethoden – eine hohe Aufmerksamkeit.
Trotz der erdrückenden Indizienlast konnten nicht alle Tatumstände bis ins Letzte aufgeklärt werden. So wurde die Tatwaffe nie gefunden; wie die Leiche der Frau an den späteren Fundort gelangte, blieb unklar; und selbst das Motiv einer Ehekrise konnte nicht durch Zeugenaussagen belegt werden. Geyer stritt die Tat stets ab. Während der Haftverbüßung erkrankte er an Prostatakrebs. Einem Gnadengesuch, das Geyer wegen seiner Krebserkrankung stellte, gab der niedersächsische Justizminister Christian Pfeiffer im Juli 2002 nicht statt. Nach Verbüßung von zwei Dritteln seiner Haftzeit wurde Geyer am 25. November 2002 wegen guter Führung vorzeitig aus der Haft in der Justizvollzugsanstalt Lingen entlassen. Ein Jahr nach der Haftentlassung starb Geyer an den Folgen seiner Krebserkrankung.

## Rezeption

### Verfilmung
Das ZDF produzierte den Spielfilm Mord im Hause des Herrn (2002, Regie Helmut Christian Görlitz, Darsteller: Rudolf Kowalski, Julia Jäger, Barbara Auer). An der Entstehung des Drehbuchs war Geyer durch Interviews mit der Drehbuchautorin Nicola von Hollander beteiligt.

### Fernsehdokumentation
2002 griff die RTL-Sendung Anwälte der Toten den Fall auf. 2017 thematisierte der NDR in der Folge Der Mörder und die Ameise der Dokuserie Morddeutschland die Ermordung von Veronika Geyer-Iwand 20 Jahre zuvor.

### Drama
Das Drama „Golgatha“ im Buch Golgatha. Aller Seelen (Suhrkamp 2000) von Werner Fritsch beruht ebenfalls auf dem Fall.

### Romane
Im Roman Der Büchermörder von Detlef Opitz über den bibliomanischen Mörder und Pfarrer Johann Georg Tinius (1764–1846) findet sich ein Kapitel, in dem die Fälle der beiden evangelischen Geistlichen verglichen werden. Opitz widerlegt, Geyer sei der erste deutsche Theologe gewesen, den man des Mordes bezichtigte und inhaftierte.
Der langjährige Reporter Heinrich Thies berichtete als Journalist in der Hannoverschen Allgemeinen Zeitung über den Prozess gegen Klaus Geyer und besuchte ihn im Gefängnis. Im Jahr 2013 veröffentlichte er seinen Roman Passion – Höllenfahrt eines Pastors. Er verlegt dort die Handlung in ein Heidedorf bei Celle und gibt den handelnden Personen andere Namen, doch die Parallelen zum Fall Geyer sind erkennbar.